# Zębodół

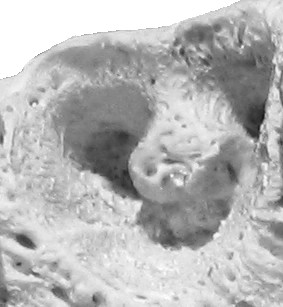
Zębodół drugiego zęba przedtrzonowego przedstawiciela Bovinae

Zębodół – występujące u ssaków i niektórych gatunków gadów zagłębienie w szczęce i żuchwie. Znajdują się w nich korzenie zębów. Ogniwa pierwotne chorych ludzkich zębodołów wykazują większy potencjał wzrostu, u wszystkich występują także cechy osteoblastów.